# Basket Case
Basket Case ist ein Lied der US-amerikanischen Punkrock-Band Green Day aus dem Jahr 1994. Es erschien im Januar 1994 und war die dritte Single aus ihrem Album Dookie.

## Hintergrund
Ein „basket case“ ist die flapsige Bezeichnung für einen Menschen mit (schweren) psychischen Problemen.
Der Song wurde von dem Green-Day-Gitarristen und -Sänger Billie Joe Armstrong geschrieben. Er handelt von seiner Auseinandersetzung mit Angst und emotionaler Instabilität. Bei ihm wurde eine Panikstörung diagnostiziert. Armstrong sagte einmal: „The only way I knew how to deal with it was to write a song about it.“

## Musik
Der Song beginnt nur mit Gitarre und Gesang, bevor Bass und Schlagzeug einsetzen. Es ist ein recht schnelles Punkrock-Stück mit melodischem Gesang. Akkordfolge und Rhythmus zeigen Parallelen zum Canon in D-Dur von Pachelbel. Es beginnt mit den Worten: „Do you have the time to listen to me whine about nothing and everything all at once?“ (Etwa: „Habt ihr Zeit, mein Geheule über Gott und die Welt anzuhören?“)

## Musikvideo
Das Musikvideo wurde mit dem Regisseur Mike Kohr aufgenommen. Es zeigt die Band in einer Einrichtung für psychisch Kranke. Den Bandmitgliedern werden Zwangsjacken angezogen, am Ende des Videos werden sie weggeführt. Es beinhaltet diverse Anspielungen bzw. Szenennachstellungen des Films Einer flog über das Kuckucksnest mit Jack Nicholson in der Hauptrolle. Das Video war 1995 für neun MTV Video Music Awards nominiert: Video of the Year, Best Group Video, Best Hard Rock Video, Best Alternative Video, Breakthrough Video, Best Direction, Best Editing, Best Cinematography und den Viewer's Choice Award.

## Rezensionen
Die Leser des Magazins Rolling Stone wählten es auf den 5. Platz der besten Singles des Jahres 1994.

## Kommerzieller Erfolg

### Chartplatzierungen
Das Lied erreichte Platz 18 in Deutschland und Platz 55 im Vereinigten Königreich.
| ChartsChartplatzierungen     | Höchstplatzierung | Wochen |
| ---------------------------- | ----------------- | ------ |
| Deutschland (GfK)            | 18 (28 Wo.)       | 28     |
| Vereinigtes Königreich (OCC) | 7 (8 Wo.)         | 8      |

| ChartsJahrescharts (1995) | Platzierung |
| ------------------------- | ----------- |
| Deutschland (GfK)         | 40          |

### Auszeichnungen für Musikverkäufe
| Land/Region                  | Auszeichnungen für Musikverkäufe (Land/Region, Auszeichnung, Verkäufe) | Verkäufe  |
| ---------------------------- | ---------------------------------------------------------------------- | --------- |
| Dänemark (IFPI)              | Platin                                                                 | 90.000    |
| Italien (FIMI)               | 2× Platin                                                              | 200.000   |
| Japan (RIAJ)                 | Gold                                                                   | 100.000   |
| Kanada (MC)                  | 6× Platin                                                              | 480.000   |
| Neuseeland (RMNZ)            | 3× Platin                                                              | 90.000    |
| Spanien (Promusicae)         | Platin                                                                 | 60.000    |
| Vereinigtes Königreich (BPI) | 2× Platin                                                              | 1.200.000 |
| Insgesamt                    | 1× Gold · 15× Platin ·                                                 | 2.220.000 |

Hauptartikel: Green Day/Auszeichnungen für Musikverkäufe